# 生物标记
生物标记（biomarker，biological marker）又称生物标志、生物标志物、生物标志化合物，是医学或生理指标（indicator）下的一个大的子类，指的是可在病人或被研究者体外观测到的客观指标。通常情况下，相应的测量方法应当是精准且可被重复的。与医学症状不同的是，医学指标是客观的测量结果，而医学症状受限于病人对于健康或疾病的主观感受。

## 醫學
醫療領域中使用的生物指標是相對較新的臨床工具組的一部分，依其臨床應用進行分類。主要分為分子生物標記、生理生物標記、組織學生物標記和放射學生物標記四種。 所有四種類型的生物指標在縮小治療範圍或引導治療決策方面都有臨床作用，並可再細分為預測性、預後性或診斷性。

### 預測性
通過驗證的預測性分子、細胞或影像生物標記可作為預測臨床結果的方法。預測性生物指標可用於協助優化理想的治療方法，並經常顯示從特定治療中獲益的可能性。舉例來說，分子生物標記位於病理特異性分子過程結構與藥物作用機制的介面，可捕捉特定方面以評估個別治療的反應。 這提供了一種雙重方法，既能看到回顧性研究的趨勢，又能使用生物標誌物預測結果。例如，在轉移性結腸直腸癌中，預測生物標記可作為評估和改善病患存活率的方法，而在個別病例中，生物標記則可作為避免病患因癌症治療計畫而產生不必要毒性的方法。
常見的預測性生物標記有乳癌中的ER、PR和HER2/neu 等基因、慢性骨髓性白血病中的BCR-ABL融合蛋白、GIST腫瘤中的c-KIT變異，以及NSCLC中的EGFR1 變異。

### 診斷性

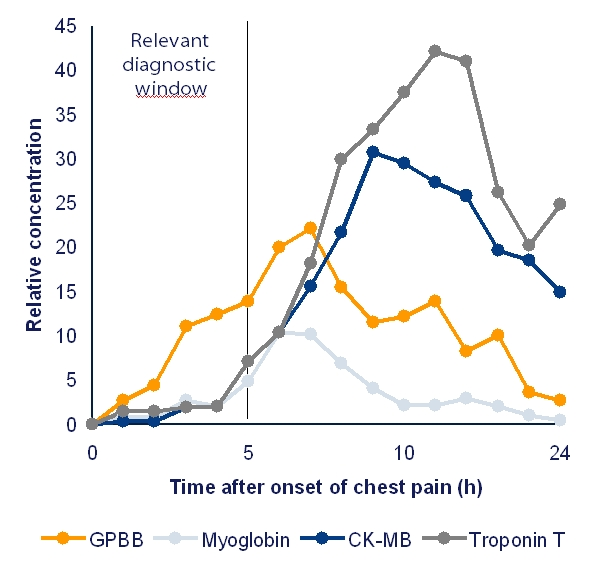
心臟病發作後，可測量多種不同的心臟生物標記，以確切判斷發作的時間和嚴重程度。

符合舉證責任的診斷性生物標誌物可在縮小診斷範圍方面發揮作用。這可使診斷對個別病患而言更具特異性。生物標誌物可以是一種可追蹤的物質，被引入生物體內，作為檢驗器官功能或健康其他方面的一種方法。
它也可以是一種物質，其檢測結果可顯示特定的疾病狀態，例如，抗體的存在可顯示感染。更明顯的是，生物標記指示蛋白質表達或狀態的變化，而這種變化與疾病的風險或進程，或疾病對特定治療的易感性相關。

### 預後性
預後性生物標記提供有關病患整體結果的資訊，不論任何治療或治療干預。預後生物標記在臨床研究中的一個例子，就是在研究轉移性乳癌時使用變異的 PIK3CA。

## 定义
在许多文献中都有对生物标记的精确定义，通常这些定义都是相似的或高度重合的。1998年，美国国立卫生研究院（National Institute of Health，缩写：NIH）将生物标记定义为“对正常生物学过程，致病过程，或治疗干预造成的药物反应进行测量得到的特征指标”。由世界卫生组织领导，并与联合国及国际劳工组织合作的国际化学品安全规划署（International Programme on Chemical Safety，缩写：IPCS）将生物标记定义为“任何可用于测量并预测可能导致的结果或可能的疾病的化学物质，生物结构或生物过程”。而在更广泛的定义中，生物标记还可用于对治疗或干预的效果，甚至对环境暴露（例如化学物或摄入营养等）的结果进行测量。

## 分类和作用
佩雷拉和温斯坦将生物标记按照从环境暴露到致病的发生顺序进行分类，分为：环境暴露生物标记和疾病生物标记。虽然生物标记多用于流行病学研究，但也可以用于研究对象的环境暴露史以及疾病预后。舒尔特将生物标记的用途分为以下几类：
- 解释环境与疾病之间的联系
- 研究药物反应
- 鉴定环境暴露史中的早期事件
- 鉴定环境因素的致病机制
- 筛檢致病环境风险因素的错误分类
- 增强对个体或群体的风险分析能力